# Globifomes graveolens
Globifomes graveolens — вид деревних грибів, що належить до монотипового роду  Globifomes. Викликає білу гниль у серцевинах широколистяних дерев.

## Назва
В англійській мові має назву «солодкий вузол» (англ. sweet knot). Ця назва відноситься до запаху деяких зразків свіжозрізаної тканини гриба. Однак більшість фруктових тіл не мають такого запаху.